# Educația în Singapore
Educația în Singapore este gestionată de Ministerul Educației. Acesta controlează și administrează școlile de stat care beneficiază de finanțare din partea contribuabililor, dar are și rol consultativ și de supraveghere în ceea ce privește școlile private.
Cheltuielile pentru educație reprezintă 20% din bugetul național anual deoarece subvenționează, prin programul Edusave, educația de stat și educația privată asistată de guvern pentru cetățenii din Singapore. Non-cetățenii suportă costuri mai mari de educare a copiilor lor.
În 2000, Legea Educației Obligatorii a codificat învățământul obligatoriu pentru copiii de vârstă școlară primară (cu excepția celor cu dizabilități) și a incriminat neînscrierea copiilor la școală și neasigurarea prezenței regulate a acestora de către părinți.
Principala limbă de predare în Singapore este engleza, care a fost desemnată oficial prima limbă în sistemul de învățământ local în 1987.
Sistemul educațional din Singapore a fost în mod constant clasat de OCDE ca fiind unul dintre cele mai înalte din lume. Se crede că acest lucru provine din stilul de predare implementat în Singapore. Profesorii se concentrează pe a se asigura că fiecare dintre elevii lor parcurge temeinic programa înainte de a trece mai departe. Procedând astfel, profesorii din Singapore predau un tip de instruire mult mai restrâns, dar mai profund. Conform PISA, un studiu mondial influent privind sistemele educaționale, Singapore are cea mai mare performanță în educația internațională și se află pe primul loc în clasamentele globale. În 2020, elevii singaporezi au reprezentat jumătate din totalul elevilor care au obținut scoruri perfecte la examenele de Bacalaureat Internațional (IB) la nivel mondial.

## Istorie

### Înainte de independență

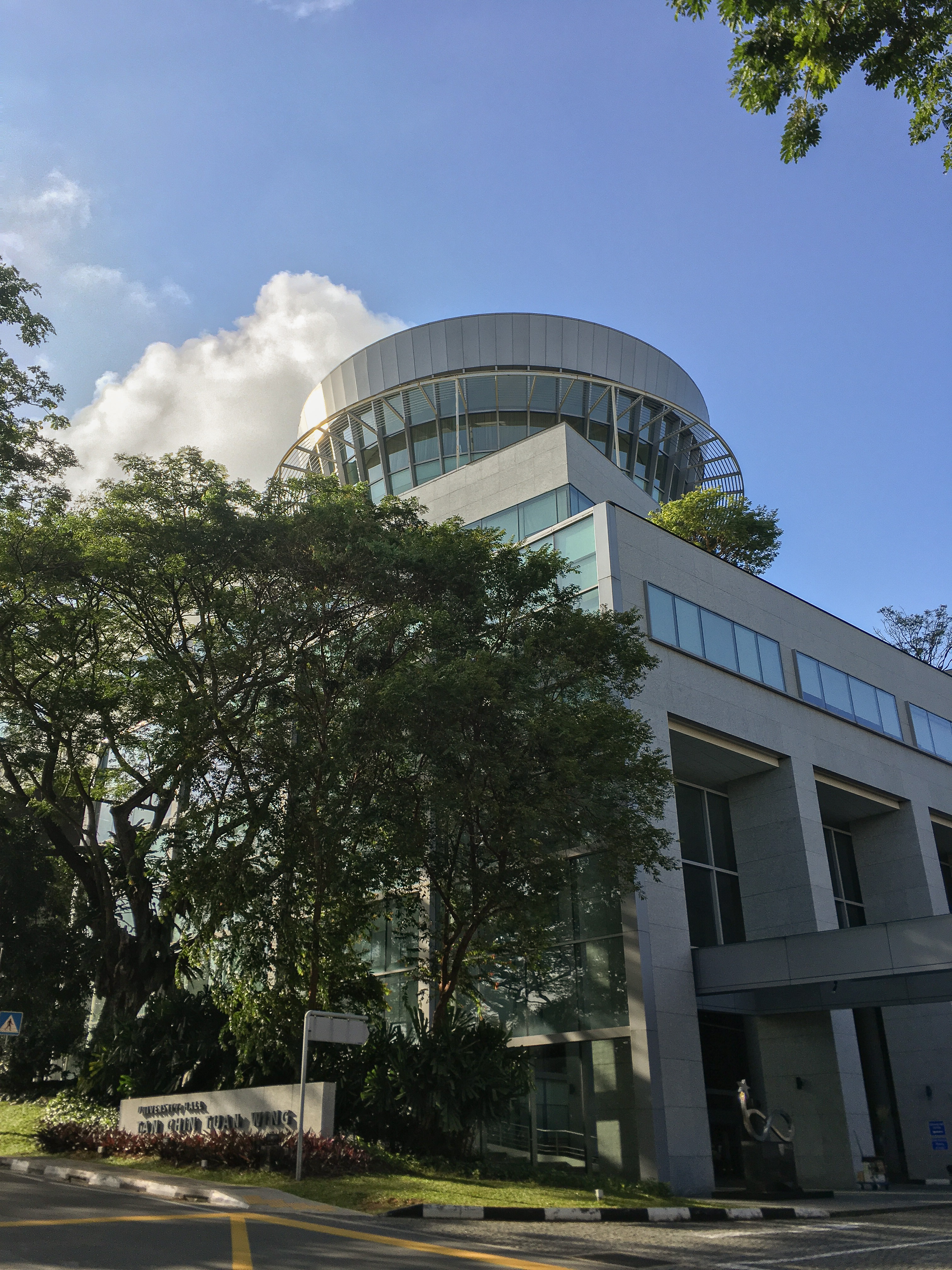
Universitatea Națională din Singapore

Când Singapore se afla sub dominația britanică, existau trei tipuri principale de școli: școlile malaeziene, școlile chineze (și tamile) și școlile engleze. Școlile malaeziene erau oferite gratuit tuturor elevilor de către britanici, în timp ce școlile engleze erau înființate de misionari și percepeau taxe școlare. Școlile chineze și tamile predau în mare parte în limbile lor materne respective.
În timpul celui de-al Doilea Război Mondial, mulți elevi din Singapore au abandonat școala, ceea ce a cauzat o acumulare uriașă de elevi după război. În 1947, a fost formulat Programul de zece ani pentru politica educațională în Colonia Singapore ce dorea un sistem educațional universal.
În anii 1950 și 1960, când Singapore a început să-și dezvolte propria economie, guvernul a adaptat un sistem de „educație bazată pe supraviețuire” pentru a oferi o forță de muncă calificată pentru programul de industrializare al țării și pentru a reduce șomajul. Politica de bilingvism în școli a fost introdusă oficial în 1960, limba engleză devenind limba oficială atât în scopuri de integrare națională, cât și în scopuri utilitare. Educația universală pentru copiii de toate rasele și originile a început să prindă contur, iar tot mai mulți copii au început să frecventeze școlile.

### După independență

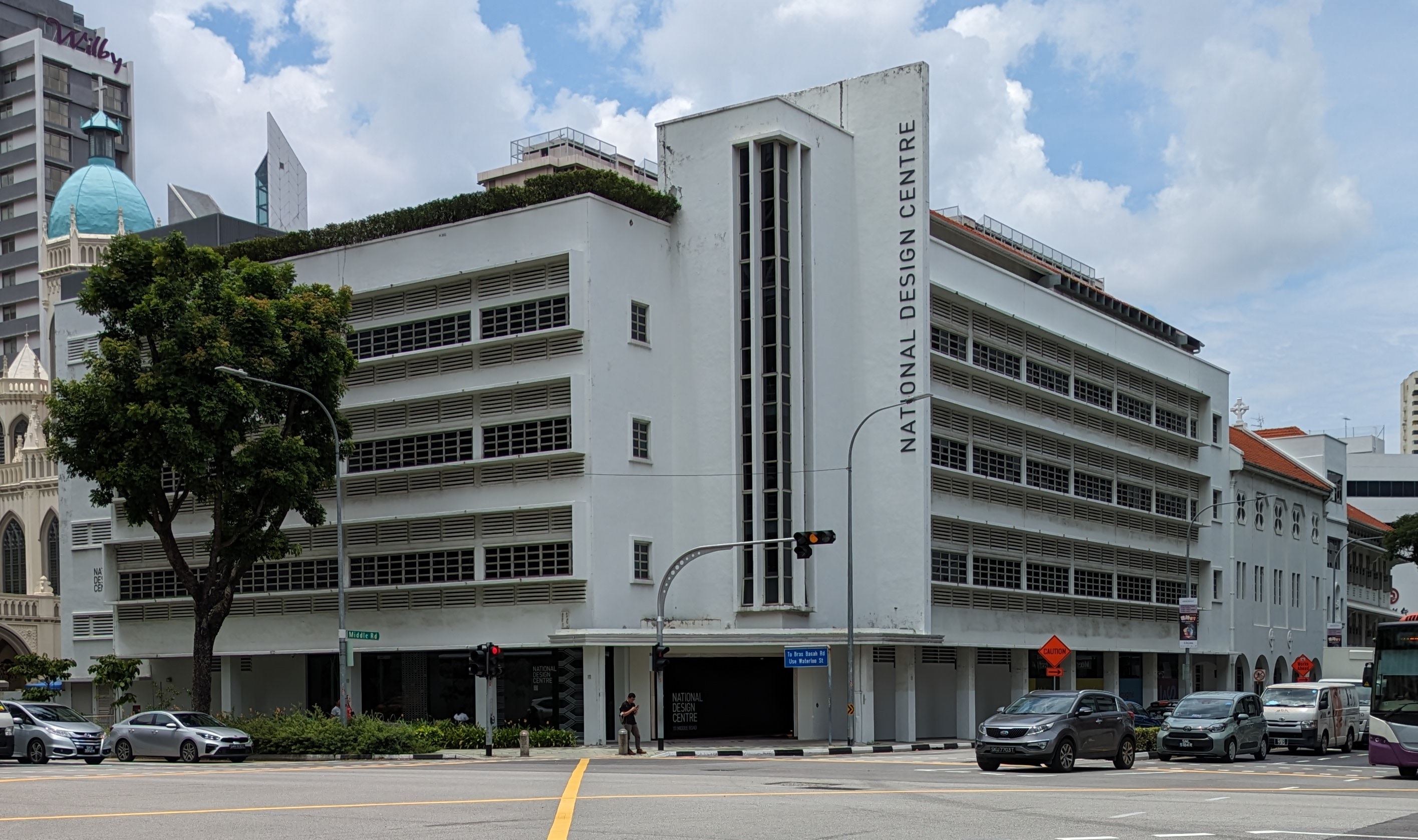
Universitatea de Tehnologie și Design din Singapore

Educația a reprezentat întotdeauna un domeniu de interes pentru Singapore încă de la obținerea independenței sale în 1965. Accentul pus pe educație reflectă parțial lipsa de resurse naturale ale statului și nevoia acestuia de a-și dezvolta resursele umane și capacitatea de forță de muncă în încercarea sa continuă de a construi o economie bazată pe cunoaștere.
În anii 1980, economia din Singapore a început să prospere, iar accentul sistemului educațional din Singapore s-a mutat de la cantitate la calitate. Au fost implementate măsuri mai diferențiate pentru elevii cu abilități academice diferite, cum ar fi modernizarea învățământului profesional, împărțirea școlilor secundare în filiere academice și filiere tehnice. Programul de Educație pentru Elevi Supradotați a fost creat pentru a se adresa elevilor cu înclinații academice mai mari.
În 1997, sistemul educațional din Singapore a început să se transforme într-unul bazat pe abilități, după ce prim-ministrul de atunci și-a prezentat viziunea „Școli gânditoare, națiuni care învață”. În cadrul acestei politici, s-a pus mai mult accent pe educația națională, gândirea creativă, învățarea colaborativă, precum și pe alfabetizarea în domeniul TIC. Școlile au devenit mai diverse și au primit o mai mare autonomie în stabilirea propriei programe școlare și în dezvoltarea propriilor domenii de nișă.
În ultimii ani, obiectivul sectorului educațional, în special al învățământului terțiar, a depășit simpla dezvoltare a capacităților forței de muncă locale și este dezvoltat activ de guvern ca sursă de venit. Planul guvernului, inițiat în 2002, este de a transforma Singapore într-o „școală globală” ce atrage studenți internaționali.

## An școlar
Anul școlar este împărțit în patru semestre. Primul începe la începutul lunii ianuarie și se termină în săptămâna 2 a lunii martie; al doilea începe în saptămâna 3 a lunii martie și se termină la sfârșitul lunii mai; al treilea începe în iulie și se termină în prima săptămână a lunii septembrie, iar ultimul semestru începe în a 2-a sau a 3-a săptămână a lunii septembrie și se termină la mijlocul lunii noiembrie.
| Nivel/Clasă                                                                 | Vârsta tipică       |
| Preșcolar                                                                   | Preșcolar           |
| --------------------------------------------------------------------------- | ------------------- |
| Grupă de joacă preșcolară                                                   | 4                   |
| Grădiniță                                                                   | 5 până la 6         |
| Școală primară (Copiii intră în clasa I în anul în care împlinesc 7 ani)    |                     |
| Primar 1                                                                    | 7                   |
| Primar 2                                                                    | 8                   |
| Primar 3                                                                    | 9                   |
| Primar 4                                                                    | 10                  |
| Primar 5                                                                    | 11                  |
| Primar 6                                                                    | 12                  |
| Școală secundară (Copiii intră în clasa I în anul în care împlinesc 13 ani) |                     |
| Secundar 1                                                                  | 13                  |
| Secundar 2                                                                  | 14                  |
| Secundar 3                                                                  | 15                  |
| Secundar 4                                                                  | 16                  |
| Secundar 5 (pentru filiera academică)                                       | 17                  |
| Învățământ post-secundar                                                    |                     |
| Colegiu, politehnică, institut tehnic, urmat de studii universitare         | peste 16 sau 17 ani |

## Grădiniță

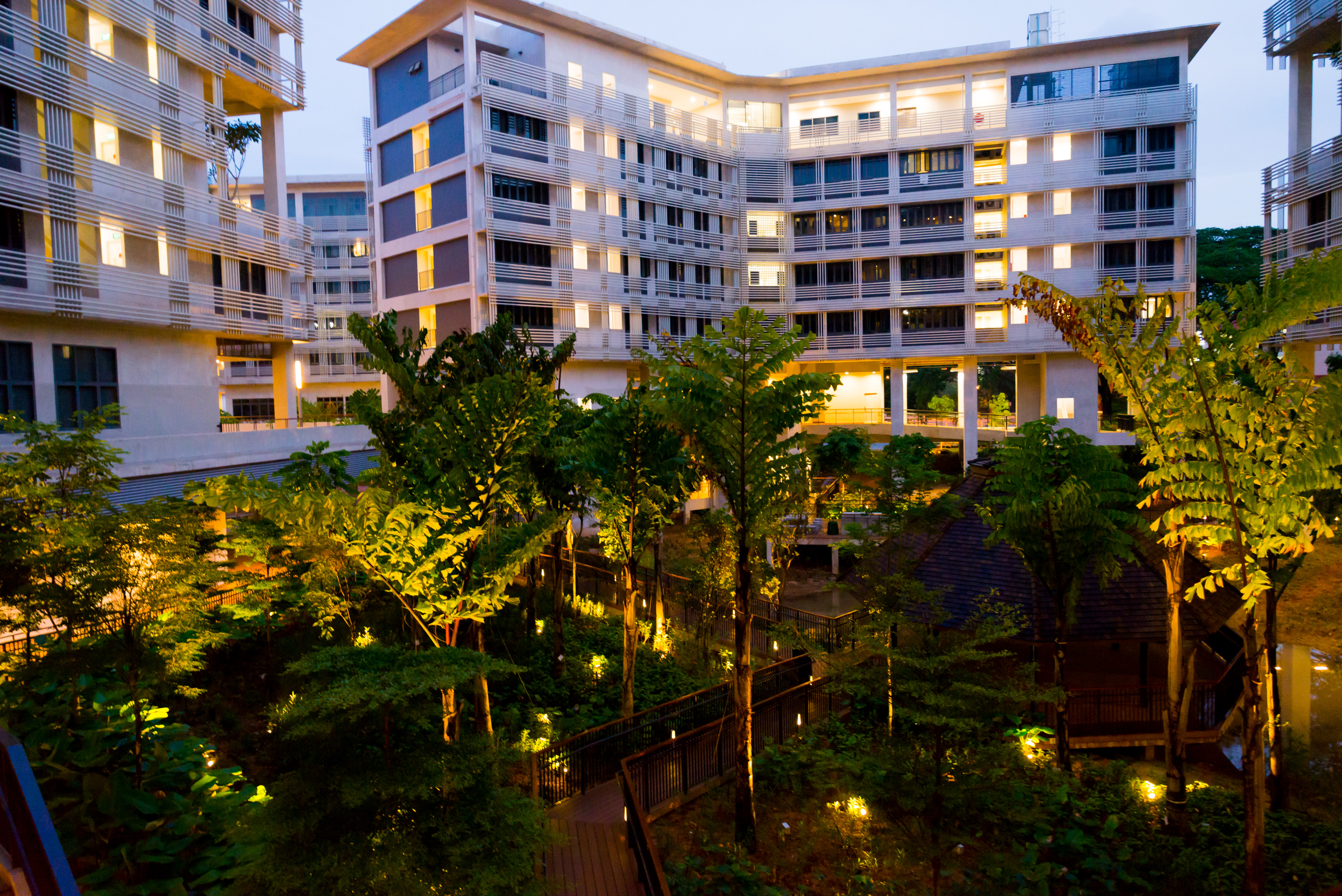
Cămin studențesc

Grădinițele din Singapore oferă până la trei ani de învățământ preșcolar pentru copiii cu vârste între trei și șase ani (concediul de creștere a copilului este de până la doi ani de la naștere). Cei trei ani sunt denumiți: grupa mică, grupa mijlocie (K1) și grupa mare (K2).
Grădinițele oferă un mediu în care copiii învață să interacționeze cu ceilalți și să se pregătească pentru educația formală la școala primară. Activitățile includ învățarea limbajului scris și oral, noțiuni de matematică, dezvoltarea abilităților personale și sociale, jocuri, muzică și activități în aer liber. Copiii învață două limbi: engleza și limba maternă oficială (mandarină, malay sau tamil). Grădinițele sunt administrate de sectorul privat, incluzând fundații comunitare, organizații religioase și grupuri civice sau de afaceri. Peste 200 de grădinițe sunt înregistrate la Agenția pentru Dezvoltarea Educației Timpurii. Partidul Acțiunii Populare care guvernează Singapore din 1957, administrează peste 370 de grădinițe prin brațul său caritabil, Fundația Comunitară PAP.

## Învățământul primar

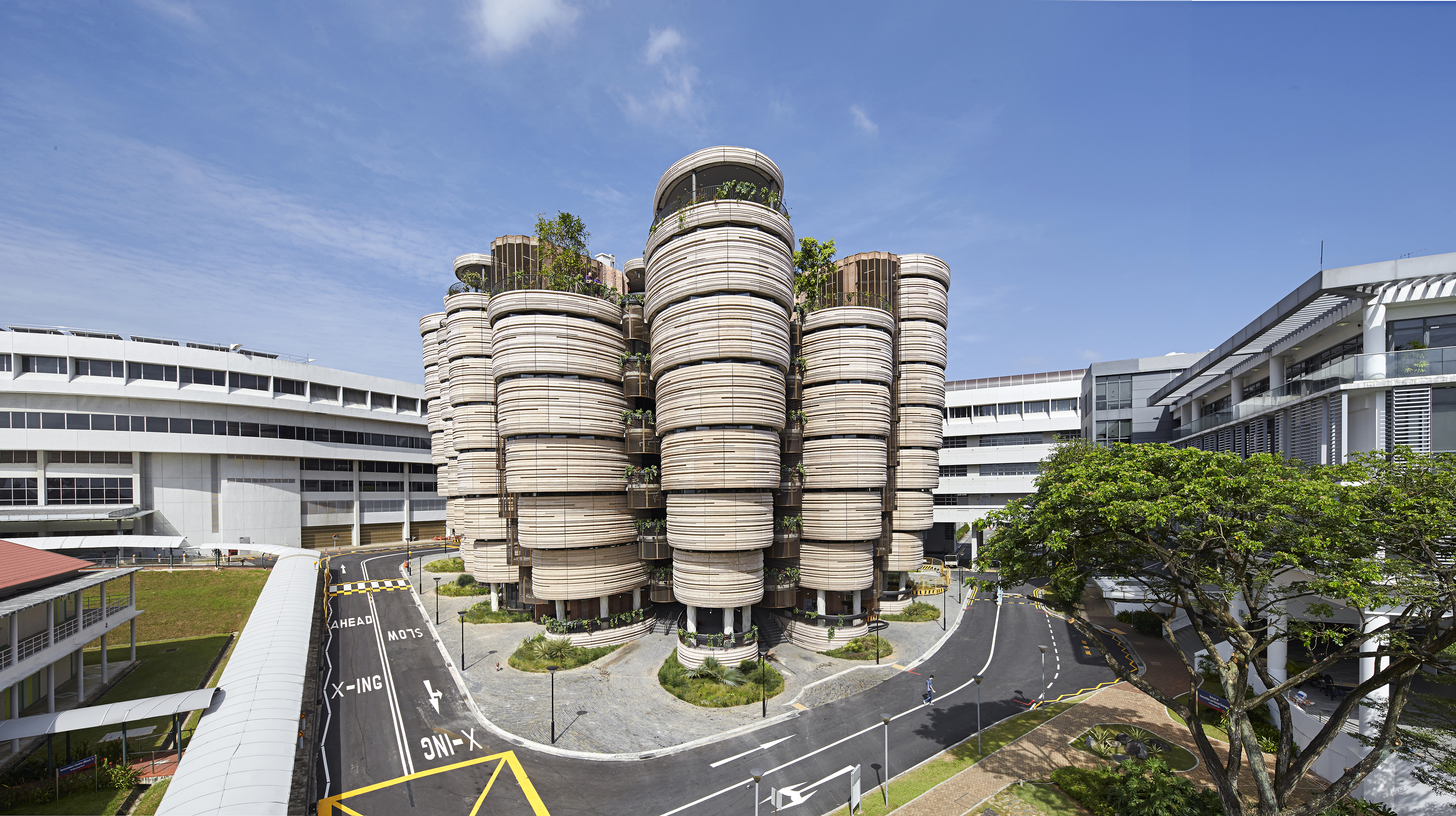
Stupul, Universitatea Tehnologică Nanyang

Învățământul primar începe la vârsta de șapte ani și este împărțit într-o etapă de bază de patru ani, urmată de o etapă de orientare de doi ani. Învățământul primar este obligatoriu începând cu anul 2003, conform Legii privind Educația Obligatorie. Părinții trebuie să îndeplinească cerințele stabilite de Ministerul Educației pentru a beneficia de excepții de la acesta, iar elevii educați acasă trebuie să susțină un test în clasa a IV-a pentru a continua în acest regim.
Învățământul primar este gratuit pentru toți cetățenii din Singapore care frecventează școlile aflate sub coordonarea Ministerului Educației, deși există o taxă lunară administrativă de până la 13 dolari singaporezi per elev.
Etapa de bază reprezintă prima etapă a învățământului formal. În acești patru ani se predă: limba engleză, limba maternă, matematica, științe, educație civică și morală, arte plastice, lucru manual, muzică, educație pentru sănătate, studii sociale și educație fizică. Limba engleză este predată ca limbă principală întrucât engleza este lingua franca în afaceri internaționale, știință și tehnologie. Toți elevii trebuie să aleagă o a doua limbă la înscrierea în școala primară, cu excepții pentru atunci când limba maternă nu este disponibilă în sistem (cum ar fi nepaleza).
După clasa a IV-a, elevii trec în etapa de orientare, unde sunt împărțiți pe niveluri, în funcție de abilitățile lor. Din 2008 sunt grupați pe materii, într-un sistem numit „clasificare pe bază de materie”. Elevii studiază materiile la niveluri diferite, în funcție de rezultatele obținute la finalul clasei a IV-a. Limbile materne pot fi studiate la nivel avansat, standard sau de bază; matematica și științele pot fi urmate la nivel standard sau de bază. După cei șase ani de învățământ primar, elevii trebuie să susțină Examenul Național de Absolvire a Școlii Primare (PSLE).
Ulterior, ei își aleg liceul (școala secundară) în funcție de rezultatele obținute la PSLE, fiind repartizați în școli pe baza meritului și opțiunilor exprimate. Există și un sistem alternativ de admitere numit „Admitere Directă în Școală”, prin care anumite școli secundare pot selecta un număr limitat de elevi pe baza talentelor lor speciale, înainte de susținerea PSLE. Elevii admiși prin acest sistem nu își pot alege școala pe baza rezultatelor de la PSLE.

## Politici educaționale

### Meritocrație

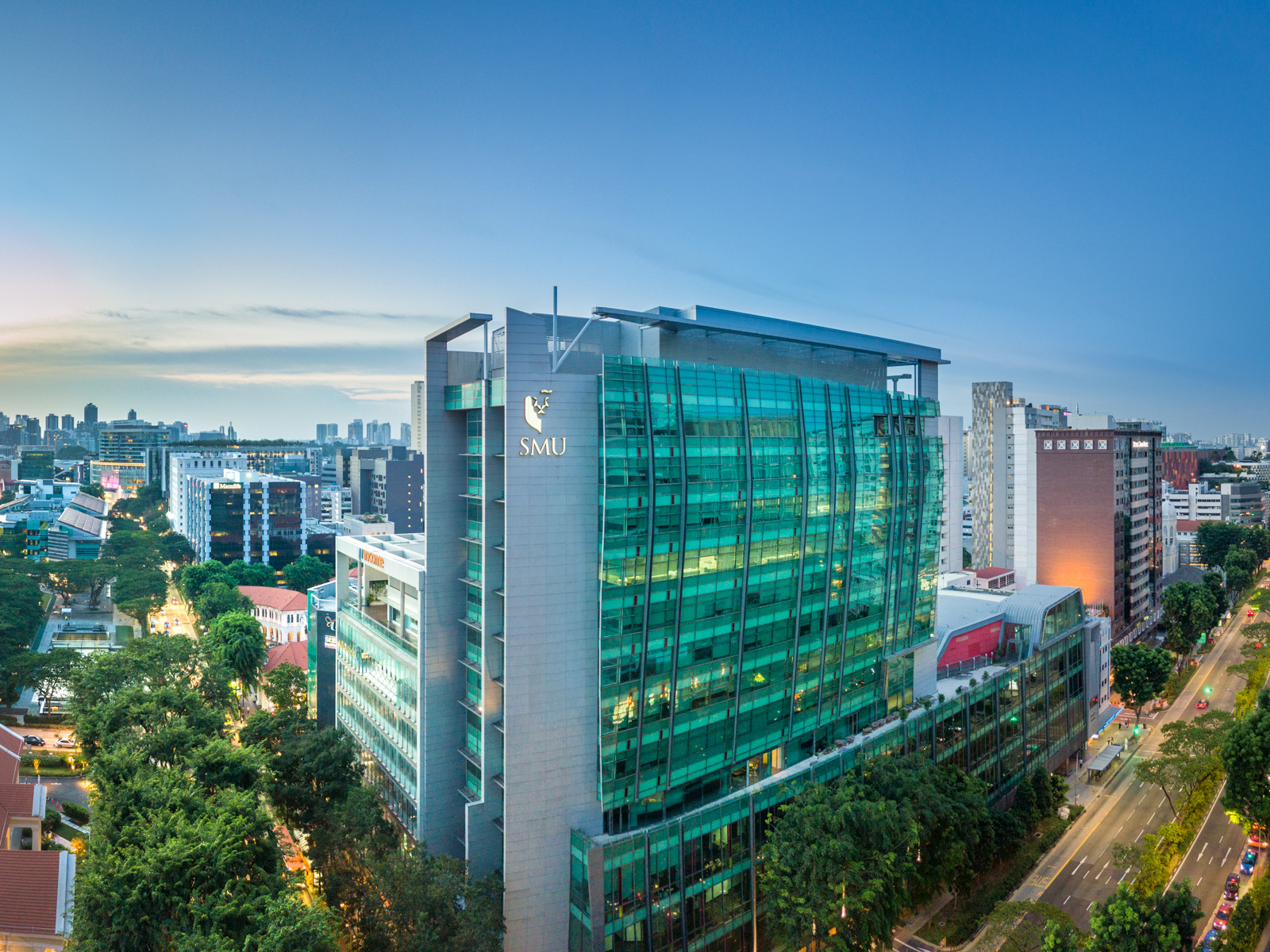
Clădirea administrativă a Universității de Management

Meritocrația este o ideologie fundamentală în Singapore și un principiu de bază al sistemului educațional, care are ca scop identificarea și formarea elevilor inteligenți pentru poziții de conducere. Sistemul pune un accent major pe performanțele academice în evaluarea elevilor și în admiterea acestora în programe speciale și universități, deși acest fapt a ridicat îngrijorări privind cultivarea elitismului.
Rezultatele academice sunt considerate măsuri obiective ale abilităților și eforturilor elevilor, indiferent de originea lor socială. Obținerea unor calificative academice bune este văzută ca cel mai important factor pentru perspectivele de carieră ale elevilor și pentru statutul lor economic viitor.

### Bilingvism
Deși engleza este prima limbă și limba de predare în școli, majoritatea elevilor trebuie să studieze o disciplină de „limbă maternă”, care poate fi una dintre cele trei limbi oficiale: mandarina standard, malaieza sau tamila. Politica bilingvă a fost adoptată pentru prima dată în 1966. Unul dintre obiectivele principale este promovarea limbii engleze ca limbă comună (și neutră) între grupurile etnice diverse din Singapore.

### Asistență financiară
Politica educațională din Singapore este concepută pentru a se asigura că niciun copil nu este dezavantajat din cauza condiției sale financiare. Astfel, taxele școlare din școlile publice sunt puternic subvenționate.
Studenții de la învățământul terțiar cu frecvență beneficiază de subvenții semnificative, între 10.000 și 100.000 SGD pe an, în funcție de naționalitate și domeniul de studiu. Pentru cetățenii singaporezi, subvenția este acordată automat. Pentru străini și rezidenți permanenți, există obligația de a lucra timp de trei ani într-o firmă din Singapore după absolvire.

### Inițiativa SkillsFuture
Inițiativa SkillsFuture are patru obiective principale:
1. Ajutarea indivizilor să ia decizii bine informate în educație, formare și carieră;
2. Dezvoltarea unui sistem integrat care răspunde nevoilor industriei;
3. Promovarea recunoașterii competențelor de către angajatori și dezvoltarea carierei pe baza stăpânirii abilităților;
4. Promovarea unei culturi care susține și celebrează învățarea pe tot parcursul vieții.

În cadrul acestei inițiative, absolvenții din domeniul vocațional puteau să ocupe locuri de muncă.